# Kuuno Sevander
Kauno "Kuuno" Aksel Sevander, född 12 februari 1898 i Uleåborg, död 24 juni 1989 i Petrozavodsk, var en finländsk sångare, skådespelare och teaterregissör.
Sevander var son till Johan Ferdinand Sevander och Elida Sofia, född Salmen. I familjen föddes elva barn. Redan som barn var Sevander intresserad av teater och sjöng i kör. 1918 emigrerade han och brodern Karl till Kanada och sedan till USA, där de arbetade i koppargruvor. Sevander studerade också sång vid konservatoriet i Boston och var på 1920-talet regissör vid en finländsk arbetarteater i Massachusetts. 1929–1930 gjorde Sevander tolv skivinspelningar i New York för bolaget Columbia.
1931 erbjöds Sevander att flytta till Petrozavodsk i Karelska ASSR, dit han emigrerade med sin familj. Först studerade han i Leningrad och var 1932 med att uppföra den finländska dramatiska teatern i Petrozavodsk. Sevander blev därefter teaterns chef. Under Stalins terror på 1930-talet stängdes teatern och skådespelarna arresterades. Sevander höll sig borta från Petrozavodsk under arresteringarna och undgick att bli gripen, men hans bror arresterades av NKVD. Teatern öppnades senare och Sevander var aktiv vid den under huvuddelen av sitt liv.
Kuuno Sevander var far till Milton Sevander, som var gift med författaren Mayme Sevander.

## Skivinspelningar[6]

### 7.6. 1929
- Alla venäläisen kuun
- Erien rannalla
- Kiikalan polkka
- Tanssit tarvaisen torpassa
- Römperin tanssit
- Tuletko tyttö tanssiin

### 10.2. 1930
- Ain' merta merimies rakastaa
- Elon tiellä
- Lempi sun säveleesi soi
- Kataja se matala

### ?.?. 1931
- Helsingin kulkurin huolia
- Poika oli Pohjan Torniosta